# Harm van der Meulen
Harm van der Meulen (Castricum, 21 oktober 1925 - Utrecht, 20 oktober 2007) was een Nederlandse (vakbonds) bestuurder en politicus van het CDA.
Van 1938 tot 1942 volgde hij te Alkmaar de opleiding machinebankwerker aan de daar gevestigde openbare lagere technische school. Later volgde hij ook nog een vakopleiding bij de Stichting Bemetel en een kadercursus van het CNV.
Van 1945 tot 1952 werkte hij te IJmuiden als machinebankwerker bij de Koninklijke Hoogovens- en Staalfabrieken N.V.
Van 1953 tot 1986 vervulde hij allerlei vakbondsfuncties bij het Christelijk Nationaal Vakverbond (CNV), eerst in het bestuur van de Christelijke Metaalbond (1953-1965), daarna als districtsbestuurder van de Industriebond CNV (1965-1973), vervolgens als secretaris van het CNV (1973-1978) en uiteindelijk als voorzitter van het CNV (1978-1986).
Hierna maakte Van der Meulen de overstap naar de politiek: van 1987 tot 1995 zat hij voor het CDA in de Eerste Kamer. Daarin richtte hij zich op sociale zaken (was voor zijn fractie woordvoerder hiervan) en volkshuisvesting. Van 1991 tot 1995 was hij tevens voorzitter van de vaste commissie voor Sociale Zaken en Werkgelegenheid. In 1992 stemde hij met een minderheid binnen de CDA-fractie tegen een verruiming van de openingstijden van winkels.
Hij stond kritisch tegenover het sociaal-economische beleid van de kabinetten van toenmalig premier Ruud Lubbers. In de Eerste Kamer nam hij het sterk op voor werknemers en uitkeringsgerechtigden.
Van der Meulen vervulde ook diverse nevenfuncties. Zo was hij van 1973 tot 1986 lid van de Sociaal-Economische Raad (SER), lid van het bestuur van de Stichting van de Arbeid en van 1978 tot 1986 lid van de Bankraad van De Nederlandsche Bank (DNB). Verder zat hij in het bestuur van Stichting De Open Ankh (1990-1994), Stichting De Ombudsman (vanaf 1986) en was hij commissaris bij de drukkerij Joh. Enschedé (vanaf 1991).
Harm van der Meulen was getrouwd en had acht kinderen. Kerkelijk behoorde hij tot de Gereformeerde Kerken in Nederland (tegenwoordig Protestantse Kerk in Nederland). In 1980 werd hij Officier in de Orde van Oranje-Nassau en in 1986 Ridder in de Orde van de Nederlandse Leeuw. Hij overleed één dag voor zijn 82-ste verjaardag in zijn woonplaats Utrecht.